# Watermät
Laurent Arriau (Paris), conhecido pelo nome artístico Watermät, é um disc jockey francês, atualmente residindo em Soorts-Hossegor.
Em 2014, passou a integrar o time da gravadora Spinnin' Records. Em maio, lançou o título Bullit, que alcançou o segundo lugar na Bélgica e classificou-se em países como França ou Holanda. Um pouco mais tarde, o título Frequency foi lançado, numa colaboração com a TAI, sendo seu maior sucesso.
Em 14 de agosto de 2015, saiu o título Portland, uma nova colaboração com Moguai. Em janeiro de 2016, ele lançou o título Spherik para download gratuito no Spinnin 'Premium.